# Premi Jordi Pàmias de poesia
El Premi Jordi Pàmias de poesia és un premi literari en llengua catalana convocat anualment per l'Ajuntament de Guissona des de l'any 2009, dotat amb 2.000 euros. Al guardó hi poden optar obres inèdites i el veredicte del jurat s'anuncia públicament al mes de octubre. L'obra guanyadora és publicada per Pagès Editors.

## Guanyadors
- 2009: Josep Fàbrega per Sis dies d'agost
- 2010: Marta Pérez i Sierra per Dones d'heura
- 2011: Eva Baltasar per Poemes d'una embarassada
- 2012: Cristina Casas per Al mig de les coses
- 2013: Gemma Casamajó per Terra campa[2][3]
- 2014: Montserrat Butxaca per La casa de la vida[4]
- 2015: Eduard Batlle per Suite borgenca[5]
- 2016: Ricard Gomà per Desobeir l'octubre
- 2017: Jordi Pujol Nadal per Torna la pluja sobre nosaltres
- 2018: Josep Planaspachs per Lletres a Clara
- 2019: Josep Civit per L'agulla al paller
- 2020: David Vidal per Gola de fang
- 2021: Pere Suau per Cors artesans[6]